# Ácido fosfomolíbdico
El ácido fosfomolíbdico (abreviado por sus siglas en inglés a PMA), también conocido como ácido dodecamolibdofosfórico o 12-MPA, es un compuesto inorgánico de color amarillo verdoso que es soluble en agua y disolventes orgánicos polares como el etanol. Se utiliza como colorante en histología y en síntesis orgánica.

## Histología
El ácido fosfomolíbdico es un componente del tinte tricrómico de Masson.

## Síntesis orgánica
El ácido fosfomolibdico (PMA) se utiliza como colorante para el desarrollo de placas de cromatografía en capa fina, tinción de compuestos fenólicos, ceras de hidrocarburos, alcaloides y esteroides. Los compuestos insaturados conjugados reducen el PMA a azul de molibdeno. El color se intensifica con el aumento del número de dobles enlaces en la molécula que se está teñiendo.
El ácido fosfomolíbdico también se usa ocasionalmente en reacciones catalizadas por ácido en síntesis orgánica. Se ha demostrado que es un buen catalizador de la reacción de Skraup para la síntesis de quinolinas sustituidas.